# Politique dans les États fédérés de Micronésie
Les États fédérés de Micronésie sont une république fédérale présidentielle. Le président est à la fois chef de l’État et chef du gouvernement. Le pouvoir exécutif est aux mains du gouvernement tandis que le pouvoir législatif est partagé entre le gouvernement et le parlement. Le pouvoir judiciaire est indépendant des deux premiers.
La constitution de 1979 garantit le respect des droits humains ainsi que la séparation des pouvoirs. La Micronésie est en libre association avec les États-Unis depuis l’accord signé en 1982 et entré en vigueur le 3 novembre 1986.

## Institutions

### Pouvoir exécutif
| Fonction       | Nom             | Parti | Depuis            |
| -------------- | --------------- | ----- | ----------------- |
| Président      | Wesley Simina   |       | 11 mai 2023       |
| Vice-président | Aren Palik (en) |       | 13 septembre 2022 |

Le président et le vice-président sont élus par le Congrès parmi les quatre sénateurs élus hors circonscription pour un mandat de quatre ans. Leurs sièges sont ensuite repourvus à l'occasion d’élections spéciales.

### Pouvoir législatif
Le Congrès compte 14 membres hors parti dont dix sont élus pour deux ans dans des circonscriptions à siège unique et quatre élus au scrutin proportionnel pour quatre ans.

### Pouvoir traditionnel
La constitution des États fédérés de Micronésie, chacune des constitutions des quatre États du pays, Yap, Chuuk, Pohnpei et Kosrae, et même certaines constitutions de municipalités telles que Lukunor et Namoluk dans l’État de Chuuk reconnaissent et protègent à des degrés divers le rôle et le poids des coutumes et traditions dans le droit. Au niveau fédéral, la constitution prévoit la possibilité de création d'une chambre des Chefs constituée de chefs traditionnels ou de représentants élus, mais ce projet, impulsé à la fin des années 1970 par les États de Pohnpei et de Yap n'a pas été couronné de succès.
L’État de Yap est le seul à avoir attribué au moyen de conseils traditionnels, une position institutionnelle aux chefs garants du yalen u Wa’ab. Elle est d'ailleurs unique dans le Pacifique. Les chefs possèdent un droit de veto, qui ne peut être annulé, sur les actes de la législature de l'État de Yap.Traditionnellement, les chefs yapais ont tout pouvoir sur le foncier et autorité sur quiconque. Ils avaient également, dans le passé, pouvoir de vie et de mort.

## Élections
Bien qu’autorisés, il n’y a pas de partis politiques formellement constitués en Micronésie. Les relations politiques reposent largement sur des alliances familiales et traditionnelles.